# Muhammad Kadhim Khorasani
Pour les articles homonymes, voir Khorasani.
Grand ayatollah cheikh Muhammad-Kadhim Herati Khorasani (en persan : محمد کاظم هراتى خراسانی), né en 1839 à Machhad et mort le 12 décembre 1911 à Najaf, communément appelé Akhund Khorasani, est un Marja-e taqlid et philosophe chiite iranien. Il est considéré comme l'un des Shia Mujtahid les plus importants de l'époque. 
Il a été professeur au séminaire de Nadjaf pendant des années et un nombre important d'étudiants de différentes régions du monde musulman participaient à ses conférences. Son œuvre la plus célèbre est La Suffisance (en arabe : کفایه), où il a rassemblé les idées jurisprudentielles telles que la « continuité » et « les a présentées d'une manière encore plus rigoureuse comme une théorie unifiée de la jurisprudence ».
Il est connu pour avoir utilisé sa position de marja à des fins politiques dans la révolution constitutionnelle persane (1905-1911), où il était l'un des principaux partisans cléricaux de la révolution. Il pensait que la forme constitutionnelle du gouvernement serait le meilleur choix possible en l'absence d'Imam et considérait la révolution perse comme un Djihad (guerre sainte) à laquelle tous les musulmans devaient participer.
Il est mort subitement et mystérieusement, alors qu'il avait l'intention de quitter l'Irak pour l'Iran afin de soutenir la résistance des constitutionnalistes à l'invasion anglo-russe en 1911.

## Biographie

### Enfance et éducation
Khorasani est né à Machhad, où il a fait ses premières études. Puis à 20 ans, il s'installa à Sabzevar où il s'est familiarisé avec la philosophie islamique sous Molla Hadi Sabzavari. Il a continué la philosophie islamique sous Molla Hosayn Khoʾi au séminaire de Sadr à Téhéran, la ville où il a appris la logique et Hekmat. En 1861, il a déménagé en Irak et à Najaf a travaillé sur des études complémentaires sous le Grand Ayatollah Mirza Hassan Shirazi, célèbre pour sa campagne contre la concession de tabac.Il a également étudié environ deux ans avec Morteza Ansari. Morteza Ansari et Mirza Hassan Shirazi étaient marja-e taqlid (modèles d'émulation) à l'époque.

### Chef des musulmans chiites
Le déménagement de Shirazi à Samarra a fourni une opportunité appropriée à Akhund Khorasani pour montrer ses compétences en feqh et osul à Najaf tout en étant soutenu par Shirazi. Après la mort de Shirazi, il a été reconnu comme « un grand chef religieux ». Certains auteurs comme Ali Davani et Shahrestani le considèrent comme le « seul marja-e taqlid immédiatement après Shirazi ». Il est également considéré comme « un maître incontestable de l'osul al-feqh avant la mort de Mohammad Fazel Sarabiani ».
Il a été professeur au séminaire de Najaf pendant des années et un nombre important d'étudiants de « différentes régions du monde musulman » participaient à ses conférences. Son œuvre la plus célèbre est la Suffisance (en arabe : کفایه), qui se classe « seulement après le traité de Morteza Ansari sur le droit commercial » parmi les ouvrages juridiques écrits par les mollahs au cours des deux derniers siècles. Dans The Sufficiency, Khorasani a rassemblé les idées jurisprudentielles telles que la « continuité » et « les a présentées d'une manière encore plus rigoureuse comme une théorie unifiée de la jurisprudence ». Khorasani n'était pas un sayyed mais « devait sa position presque uniquement à ses réalisations intellectuelles ».
Sous la direction de Khorasani, la position d'Usuli est devenue la position dominante.

### Vues
Bien qu'il ait averti les savants de ne pas s'impliquer dans des activités politiques car il pensait qu'ils avaient d'autres responsabilités, il pensait que les savants pouvaient agir comme des « voix d'avertissement dans la société » et critiquer les fonctionnaires qui ne faisaient pas correctement leurs responsabilités. Il a comparé le rôle des savants au « sel de la terre » dans le sens où ils empêchent la « décadence du pouvoir », ils devraient lutter contre l'injustice et qu'ils soient contre les « attitudes autocratiques ».

### Activités politiques
Les premières activités politiques antigouvernementales connues d'Akhund Khorasani sont liées aux « troubles à la suite des deux prêts russes à Mozaffar-al-din Shah ».
Mohammad Kazem Khorasani était également l'un des principaux partisans de la révolution constitutionnelle iranienne et, avec Mirza Hosayn Tehrani et Shaikh Abdallah Mazandarani, il a conduit les gens contre ce qu'ils ont appelé une « tyrannie d'État » et a émis des fatwas et « envoyé des télégrammes aux chefs de tribus, aux principaux dirigeants nationaux politiques et aux chefs d'État en Angleterre, en France, en Allemagne et en Turquie ». Lorsque Mohammad Ali Chah est devenu roi d'Iran, Mohammad Kazem Khorasani lui a envoyé une instruction en dix points comprenant la protection de l'islam, la promotion des industries nationales et de la science moderne, l'arrêt de l'intervention des puissances étrangères en Iran « tout en conservant les relations diplomatiques » et l'établissement « justice et égalité ».
Il pensait que « la forme constitutionnelle du gouvernement » serait le meilleur choix possible en l'absence d'Imam et considérait la « révolution perse » comme un Jihad (« guerre sainte ») à laquelle tous les musulmans devaient participer. Lorsque cheikh Fazlollâh Nuri a déclaré des journalistes non musulmans pour leur soutien à la nouvelle Assemblée constitutionnelle, Khorasani a riposté en annonçant que cheikh Fazlollah n'était plus lui-même musulman, ce qui a conduit à l'exécution de Fazlollah :222 La réaction à l'exécution de Noori à Najaf a nui à Khorasani et à d'autres partisans de la constitution et a conduit à une rivalité avec Mohammed Kazem Yazdi. Khorsani a agi de manière plus intensive contre Mohammad Ali Shah lorsqu'il a bombardé le bâtiment du Parlement et exécuté de nombreux « constitutionnalistes ».
Il n'avait apparemment aucun lien avec Oudh Bequest et il ne favorisait pas les Britanniques, malgré les allégations. Il était dans une « opposition égale » à la Russie et à la Grande-Bretagne, deux puissances à l'époque.

### Œuvres et élèves
Il est l'auteur de nombreux livres intitulés Le Renouveleur (al-mujaddid) d'Usul al-feqh. Kifayat al-usul, le livre le plus important de Khorasani, est enseigné dans les classes avancées des séminaires en tant que texte principal sur la méthodologie du droit. Il a reçu « des centaines de commentaires ». Le livre a reprimé Qvanin al-Osul de Qummi, l'un des principaux textes du séminaire enseigné au niveau sotuh. Il a également écrit l'un des commentaires les plus importants sur Durar al-fawaid fi sharh al-Faraid de Morteza al-Ansari, également enseigné aux côtés de Kifayat al-usul.
L'ayatollah Mirza Hussein Naini, l'ayatollah Muhammad Hossein Qaravi, Agha Zia Addin Araghi étaient parmi ses étudiants.

### Mort
Il est mort subitement et mystérieusement, alors qu'il avait l'intention de quitter l'Irak pour l'Iran afin de soutenir la résistance des constitutionnalistes à l'invasion anglo-russe en 1911.